# 流暢
| ウィキペディアには「流暢」という見出しの百科事典記事はありません（タイトルに「流暢」を含むページの一覧/「流暢」で始まるページの一覧）。 代わりにウィクショナリーのページ「流暢」が役に立つかもしれません。 |